# مایکل وایت (کهنه‌سرباز)
مایکل وایت (انگلیسی: Michael R. White) یک کهنه‌سرباز نیروی دریایی ایالات متحده آمریکا از ایمپریال بیچ، کالیفرنیا است. در ژوئیه سال ۲۰۱۸، مقامات ایرانی وی را هنگام بازدید از دوست دختر خود در ایران بازداشت کردند. خبر بازداشت وی نخستین بار در ژانویه سال ۲۰۱۹ توسط ایران وایر گزارش شد و توسط نیویورک تایمز تأیید شد.
در مارس ۲۰۱۹، دادگستری ایران براساس دو اتهام وایت را به ده سال زندان محکوم کرد: «توهین به رهبر جمهوری اسلامی و انتشار عکسی خصوصی.»
وایت در زندان وکیل آباد مشهد نگهداری شده بود.
خبر زندانی بودن مایکل وایت در ایران، اولین بار توسط یک زندانی سیاسی سابق به نام ایوار فرهادی فاش شد که مدتی در زندان مرکزی مشهد زندانی بود و مایکل وایت را در آنجا دیده بود.
در ۱۹ مارس ۲۰۲۰، به دلایل پزشکی از زندان به مرخصی آمد و در سفارت سوئیس، حافظ منافع آمریکا در ایران به‌سر می‌برد. وایت با علائم مشکوک به کرونا (تب، سرفه، تنگی نفس و خستگی مفرط) در بیمارستان بستری شده بود. او ۱۵ خرداد ۱۳۹۹ دو روز پس آزادی سیروس عسگری، شهروند ایرانی که در آمریکا بازداشت و زندانی شده بود، از زندانی در ایران آزاد شد.

#### علت آزادی
مدیرکل ضدجاسوسی وزارت اطلاعات (که نام او در گزارش گفته نشد) در ۱۷ خرداد ۱۳۹۹ در گزارشی گفت مایکل وایت «به دلیل تشدید بیماری و دلایل انسانی از ایران اخراج شد» و چون فوت این فرد به علت بیماری می‌توانست یک «بمب خبری» علیه حکومت ایران باشد، این زندانی آزاد شد.